# نواخت تیر

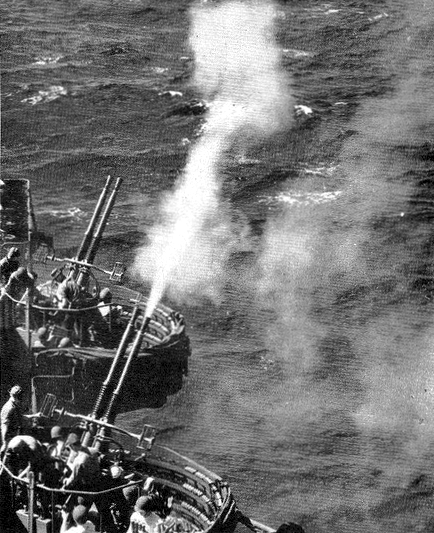
نواخت توپحانه

نواخت تیر یا نرخ آتش سرعتی است که یک سلاح یا توپخانه می‌تواند با آن شلیک کند. نواخت تیر یا (نرخ آتش) جزء ویژگیهای فنی یک اسلحه بشمار نمی‌رود، چرا که هر اسلحه‌ای می‌تواند بسته به شرایط جوی و ویژگیهای مکانیکی خود با سرعتهای مختلفی شلیک کند. نواخت تیر با یکای گلوله بر دقیقه یا گلوله بر ثانیه اندازه‌گیری می‌شود.